# Centropogon wimmeri
Centropogon wimmeri là loài thực vật có hoa trong họ Hoa chuông. Loài này được Standl. mô tả khoa học đầu tiên năm 1938.